# Ursula Renneke
Ursula Renneke (* 27. Februar 1975 in Hannover) ist eine deutsche Schauspielerin und Hörspielsprecherin.

## Leben
Ursula Renneke wurde von 1996 bis 2001 an der Universität der Künste Berlin zur Schauspielerin ausgebildet. Sie war danach als Theater-Schauspielerin tätig, spielte unter anderem am Staatstheater Stuttgart, beim Theater Freuynde + Gaesdte und in den Sophiensälen Berlin. In den 2010er Jahren kamen verstärkt Anfragen für Nebenrollen in Film und Fernsehen. Aktuell spielt sie in verschiedenen Companys der Freien Theaterszene Berlins. 
Seit 2013 ist sie Dozentin für Meisner-Technik, Rollen- und Szenenarbeit an der Fritz Kirchhoff Schule Berlin.

## Filmografie (Auswahl)
- 2003: Die Ritterinnen
- 2006: Montag kommen die Fenster
- 2014: Die Geschichte vom Astronauten
- 2016: Toni Erdmann
- 2017: Das deutsche Kind
- 2018: Tatort: Sonnenwende
- 2019: Kommissarin Heller: Herzversagen
- 2019: Ella Schön – Sturmgeschwister
- 2019: Ich war zuhause, aber…
- 2019: Morgen sind wir frei
- 2020, 2025: SOKO Leipzig (Fernsehserie, 2 Folgen Der gefesselte König, Faule Eier)
- 2022: SOKO Potsdam (Fernsehserie, Folge Raumwunder)
- 2023: SOKO Wismar (Fernsehserie, Folge Vorsingen)
- 2024: Reset – Wie weit willst du gehen? (Miniserie, 6 Folgen)

## Hörspiele (Auswahl)
- 2006: Agatha Christie: Krimisommer mit Hercule Poirot: Urlaub auf Rhodos (Marjorie Emma Gold) – Regie: Stefan Hilsbecher (Hörspielbearbeitung, Kriminalhörspiel – SWR/MDR)
- 2008: Emmanuelle Houdart: Geschichtengarten: Die Monster sind krank. Nach Motiven des gleichnamigen Buches (Mutter) – Regie: Felicitas Ott (Hörspielbearbeitung, Kinderhörspiel – SWR)
- 2008: Karl-Heinz Bölling: Gedanken eines Unbekannten, der ein Hörspiel schrieb – Regie: Ulrich Lampen (Original-Hörspiel – SWR)
- 2008: Heidi von Plato: Clara S (Marianne Wieck, Mutter) – Regie: Iris Drögekamp (Originalhörspiel, Kinderhörspiel – SWR)